# Латыпов, Турсунбай
Турсунбай Латыпов (8 марта 1920, Ходжентский уезд, Самаркандская область, Туркестанская АССР — май 1991)— советский хозяйственный, государственный и политический деятель, Герой Социалистического Труда.

## Биография
Родился в 1920 году в кишлаке Джуйлангар Хавастского района Ташкентской области Узбекской ССР. Член КПСС с 1943 года.
Участник Великой Отечественной войны, помощник командира взвода 3-й стрелковой роты 599-го стрелкового полка 145-й стрелковой дивизии, командир взвода 343-й Белостокской стрелковой дивизии. С 1946 года — на хозяйственной, общественной и политической работе. В 1946—1980 гг. — инструктор Хавастского райкома, председатель Джуйлангарского кишлачного Совета, председатель колхоза имени Фрунзе Хавастского, председатель колхоза имени Молотова Баяутского района Ташкентской области.
Указом Президиума Верховного Совета СССР от 11 января 1957 года присвоено звание Героя Социалистического Труда с вручением ордена Ленина и золотой медали «Серп и Молот».
Избирался депутатом Верховного Совета Узбекской ССР.
Умер в мае 1991 года.